# Palazzo Strozzi
A Strozzi-palota (olaszul Palazzo Strozzi) Firenzében, a Via Tornabuoni és a Via Strozzi sarkán álló épület. Benedetto da Maiano alkotása a firenzei palazzo épülettípus egyik legérettebb példája.

## Története
Egyike a legszebb reneszánsz palotáknak Firenzében. Filippo Strozzi, a város egyik leggazdagabb kereskedője, a Mediciek üzleti és politikai ellenfele kezdte el építését 1489-ben, Benedetto da Maiano tervei szerint. Fia írta a bankárról: „Minekutána bőkezűen gondoskodott örököseiről és a gazdaságnál jobban vágyott a hírnévre, nem találván biztosabb eszközt, emlékének megőrzésére, elhatározta, hogy olyan épületet emeltet, amely hírnevet szerez a maga és családja számára.”
Da Maiano halála után, 1497-től Simone del Pollaiolo (Il Cronaca) vezetésével folytatták a munkát, de csak 1538-ban fejezték be. Az épületet ugyanebben az évben Cosimo de’ Medici nagyherceg elkobozta, mivel Filippo és Piero Strozzi részt vettek az ellene kitört felkelésben. A palota harminc évvel később került vissza a család tulajdonába. 1638-ban Gherardo Silvani tervei alapján megépült az első emeleti kápolna. 1662-ben pedig kiszélesítették a Via Tornabuonira vezető lépcsőt. A belső udvarra vezető átjárót 1864-ben építették hozzá. A palotát a 19. század végén restaurálták. 1907-ben Pietro Strozzi halálával a család kihalt és az épület az all'Istituto Nazionale delle Assicurazioni (Nemzeti Biztosítási Intézet) tulajdonába került.
Napjainkban a Fondazione di Palazzo Strozzi, azaz a Palazzo Strozzi Alapítvány kezeli az épületet, melynek vezetője 2015. márciusától óta Arturo Galansino, mely poszton James Bradburne-t váltja, aki 2006 óta töltötte be ezt a tisztet.

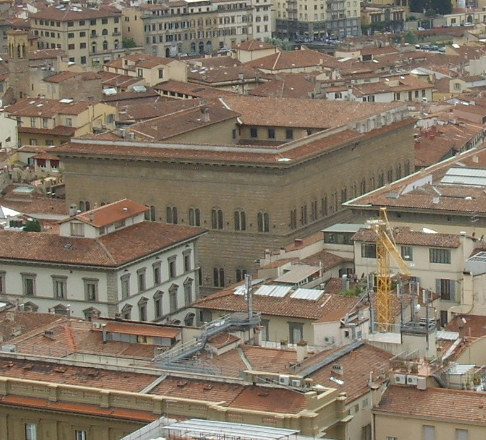
A Strozzi-palota

## Leírása
A kétemeletes épület három utcára néz. Homlokzatát különböző nagyságú, durván megmunkált kváderkövek alkotják Ezek a kőtömbök felfelé egyre kisebbek, egyre finomabb kiképzésűek. A földszint ablakai viszonylag kicsinyek, négyszögletesek. Az emeleti kettős ablakok már jóval díszesebbek, és az épületet felül egy különlegesen finom kiképzésű párkány koronázza; Cronaca műve, egy antik római töredék alapján.
Az épület sarkain levő kovácsoltvas lámpatartók és a homlokzatot díszítő fáklyatartók Niccolo Grosso (1455–1509) alkotásai. A kiváló kovácsművész elterjedt gúnyneve Caparra („Foglaló”) volt, ugyanis semmilyen munkába nem kezdett addig, amíg valami előleget, foglalót nem kapott.
Az árkádos udvar kiképzése nagyon hasonlít a Palazzo Medici Riccardi udvarához. Az épületben most különböző kulturális intézmények találhatók: két könyvtár, a reneszánsz kutatásával foglalkozó intézmény, a Művészettörténeti Intézet, míg az első és második emelet legszebb termeit időszaki kiállítások rendezésére használják.

## Érdekesség

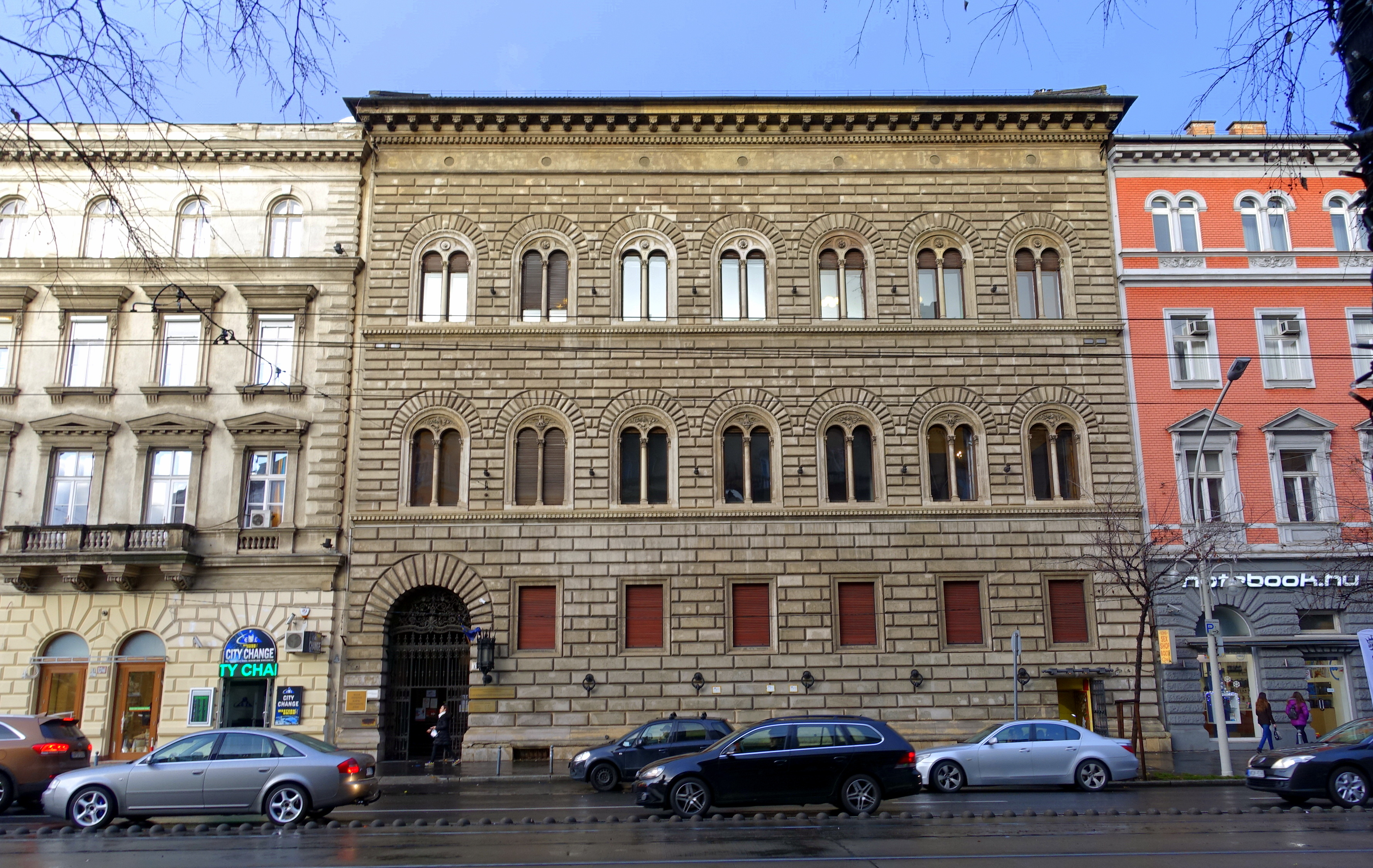
A budapesti Batthyány-palota

A Strozzi-palota másolatát Hauszmann Alajos építette fel a Batthyány család számára a budapesti Teréz körút 13-ban.

## További információ
- Galansino váltja Bradburne-t a Palazzo Strozzi élén (olaszul)

## Kapcsolódó szócikk
- Firenze palotáinak listája